# Roman Töppel

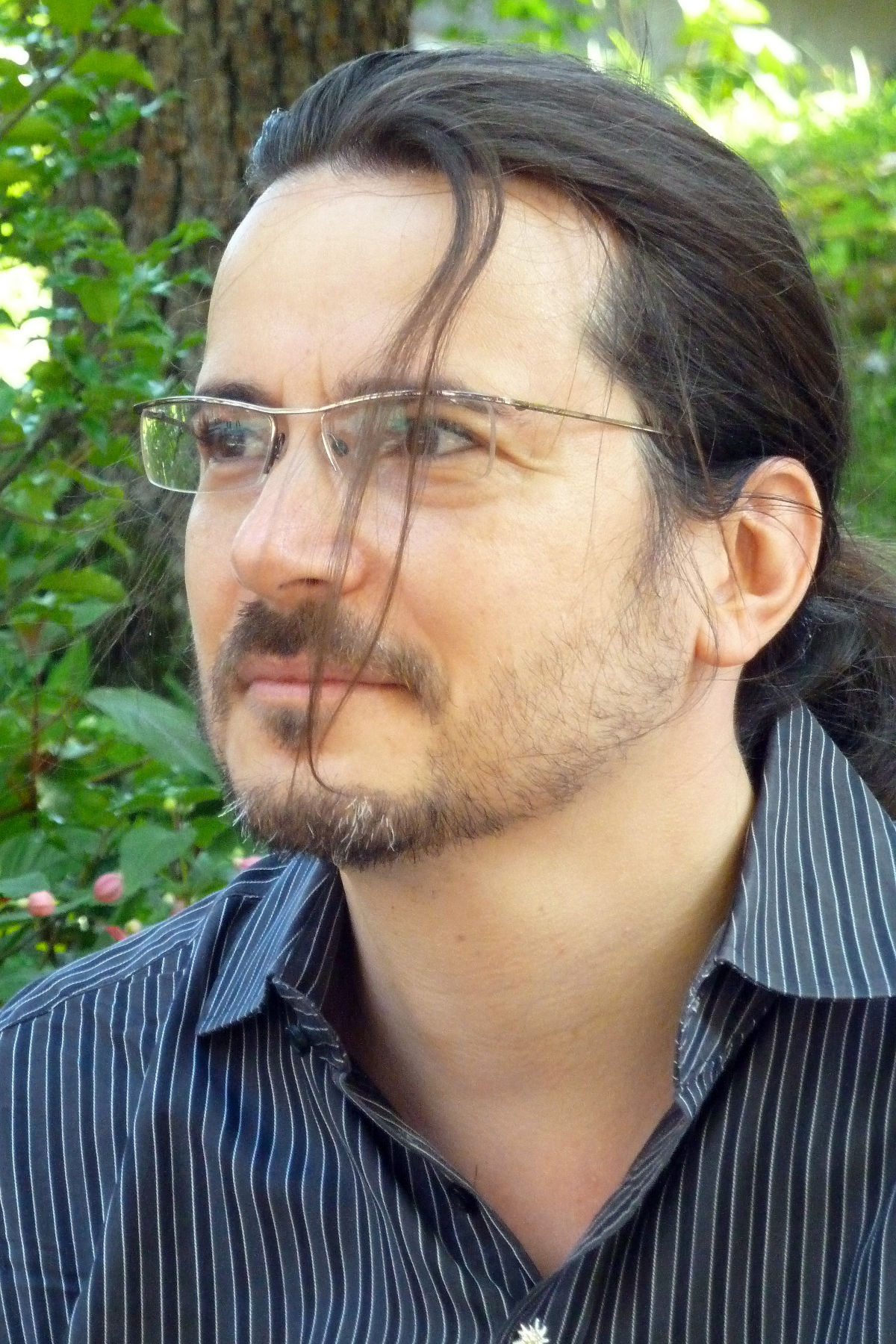
Roman Töppel (2017)

Roman Töppel (* 31. Januar 1976 in Bautzen) ist ein deutscher Historiker und Autor. Bekannt wurde Töppel als Mitherausgeber von Hitler, Mein Kampf. Eine kritische Edition und als Autor von Kursk 1943: Die größte Schlacht des Zweiten Weltkriegs.

## Leben
Töppel studierte 1996 bis 2001 Geschichte und Politikwissenschaften an der TU Dresden und schloss sein Studium mit einer Magisterarbeit über das Unternehmen Zitadelle ab. Von 2004 bis 2007 war er wissenschaftliche Hilfskraft am Zentrum für Internationale Studien. 2007 promovierte er mit einer Dissertation zu Sachsen in napoleonischer Zeit.
Töppel war von 2012 bis 2015 Teil eines Historikerteams am Institut für Zeitgeschichte München, welches die kritisch kommentierte Edition von Hitlers Mein Kampf erarbeitete. Diese Edition wurde 2016 mit dem Wissenschaftspreis des Stifterverbands „Gesellschaft braucht Wissenschaft“ ausgezeichnet.
Im Jahr 2017 erschien sein Buch Kursk 1943: die größte Schlacht des Zweiten Weltkriegs, das auch international Beachtung fand und in mehrere Sprachen übersetzt wurde.
In einer Rezension für die sehepunkte urteilte Markus Pöhlmann, man könne das Buch als Standardwerk zu diesem Thema bezeichnen. Bemerkenswert sei Töppels „intime Kenntnis der Quellen und Darstellungen“. Auf diesem Quellenfundament strebe der Autor danach, das bisherige „Schlachtennarrativ“ zu dekonstruieren, und wende sich dabei entschieden sowohl gegen die „Memoirenliteratur der Wehrmachtgeneralität“ als auch gegen die sowjetisch-russische staatsoffizielle Historiografie des „Großen Vaterländischen Kriegs“. Insbesondere die Darstellung der militärischen Kräfteverhältnisse liege dem Autor am Herzen – zu Recht, wie der Rezensent meint, gerade weil es sich um eine ausgesprochene Materialschlacht gehandelt habe. Rolf-Dieter Müller bewertete das Werk in der Frankfurter Allgemeinen Zeitung als „nüchterne und sachliche Arbeit“, die auf die „akribische Arbeit mit den Quellen der Schlacht“ setze und „Legenden beider Seiten“ zu widerlegen imstande sei.
Töppel hielt, neben der Arbeit am Thema der Schlacht um Kursk, auch Vorträge über die Grundlagen des Antisemitismus oder begleitete bspw. Schauspieler wie Götz Otto und Marlen Ulonska bei ihren Lesungen aus Hitlers Mein Kampf. Seit 2025 gibt er die zuvor unveröffentlichten Kriegstagebücher und privaten Briefe heraus, die der deutsche Heerführer Erich von Manstein zwischen 1939 und 1944 hinterlassen hat. Töppel selbst ist überzeugt, dass die von ihm herausgegebenen Quellen zu einer Neubewertung sowohl der Person Mansteins als auch bestimmter militärischer Ereignisse des Zweiten Weltkriegs wie beispielsweise des Westfeldzugs führen dürften.
Nach eigener Aussage begann er sich bereits im Kindesalter für Panzer und damit die „größte Panzerschlacht der Geschichte“ zu interessieren. Ausgelöst worden sei dies durch die Erinnerungskultur der DDR, in der der Zweite Weltkrieg und die „Heldentaten der Roten Armee“ einen zentralen Platz einnahmen. Allen voran der Fünfteiler Befreiung, dessen erster Teil „Der Feuerbogen“ von der Kursker Schlacht handelt. Seither habe ihn das Thema nicht mehr in Ruhe gelassen.
Töppel lebt und arbeitet als freier Historiker in München.

## Veröffentlichungen (Auswahl)
- Roman Töppel (Hrsg.): Manstein: Kriegstagebücher und Briefe 1939-1941. Verlag Ferdinand Schöningh, Paderborn 2025, ISBN 978-3506794888.[13]
- als Hrsg. mit Christian Hartmann, Thomas Vordermayer und Othmar Plöckinger: Hitler. Mein Kampf: Eine kritische Edition. Institut für Zeitgeschichte, München/Berlin 2016; 12. Auflage ebenda 2021, ISBN 978-3-9814052-3-1.
- Kursk 1943: Die größte Schlacht des Zweiten Weltkriegs. 2. Auflage. Verlag Ferdinand Schöningh, Paderborn 2017, ISBN 978-3-506-78867-2.
- Die Sachsen und Napoleon: Ein Stimmungsbild 1806–1813. Böhlau-Verlag, Weimar 2008, ISBN 978-3-412-20163-0.
- Das erste Duell: Panzerschlacht bei Hannut, 1940, in: Militär & Geschichte 4/2023, S. 64–69.